# HMS Getorskär (71)
HMS Getorskär (71) var en bevakningsbåt i svenska marinen. Hon var i tjänst vid Gotlands kustartilleriregemente, KA 3 år 1993.